# Rilwan Olanrewaju Hassan
Rilwan Olanrewaju Hassan (født 9. februar 1991 i Lagos, Nigeria) er en nigeriansk fodboldspiller, der spiller for den indiske klub Sreenidi FC.

## Klubkarriere

### FC Midtjylland
Rilwan Hassan kom til FC Midtjylland fra samarbejdsklubben FC Ebedei, og han har allerede i en ung alder etableret sig som en publikumsfavorit.
I foråret 2010 fik Rilwan sin debut på førsteholdet, og gennembruddet kom i 2011, hvor han erobrede pladsen som venstre kant. Rilwan, der har gået på FC Midtjyllands fodboldakademi, blev i sæsonen 2011-2012 kåret til Årets Fund i FC Midtjylland.
Rilwan har i flere omgange været rygtet til rigtig mange forskellige klubber, men i september 2013 forlængede Rilwan og klubben Rilwans kontrakt indtil sommeren 2016.

### SønderjyskE
Hassan skiftede i maj 2019 til SønderjyskE. Han forlod klubben i maj 2022.